# Kościół Najświętszego Serca Pana Jezusa w Skrbeńsku
Kościół Najświętszego Serca Pana Jezusa w Skrbeńsku – rzymskokatolicki kościół parafialny zlokalizowany we wsi Skrbeńsko (powiat wodzisławski, województwo śląskie). Funkcjonuje przy nim parafia Najświętszego Serca Pana Jezusa.

## Historia
Obecny kościół, jako kaplicę, wybudowano w latach 1895–1896. Neogotycki ołtarz zawierał obraz Najświętszego Serca Pana Jezusa, a także figury świętych Józefa i Anny. Wewnątrz umieszczono również rzeźbę św. Jana Nepomucena. Polska młodzież pracująca w Westfalii ufundowała dzwon. Posadzkę wyłożono czarno-białymi płytami cementowymi, a dach pokryto blachą cynkową. W 1970 wykonano nowe fundamenty. Pierwszą mszę we wsi odprawiono 9 maja 1975. Posługę tę pełnił przyszły proboszcz, Józef Bartas. 5 lipca 1981 erygowano w Skrbeńsku parafię. W 2021, z ofiar parafian i darczyńców, wyremontowano dach oraz wnętrza, zainstalowano klimatyzację i wymieniono głośniki. Na zewnątrz położono nową kostkę na placu przykościelnym i wykonano podświetlenie halogenowe bryły.

## Galeria

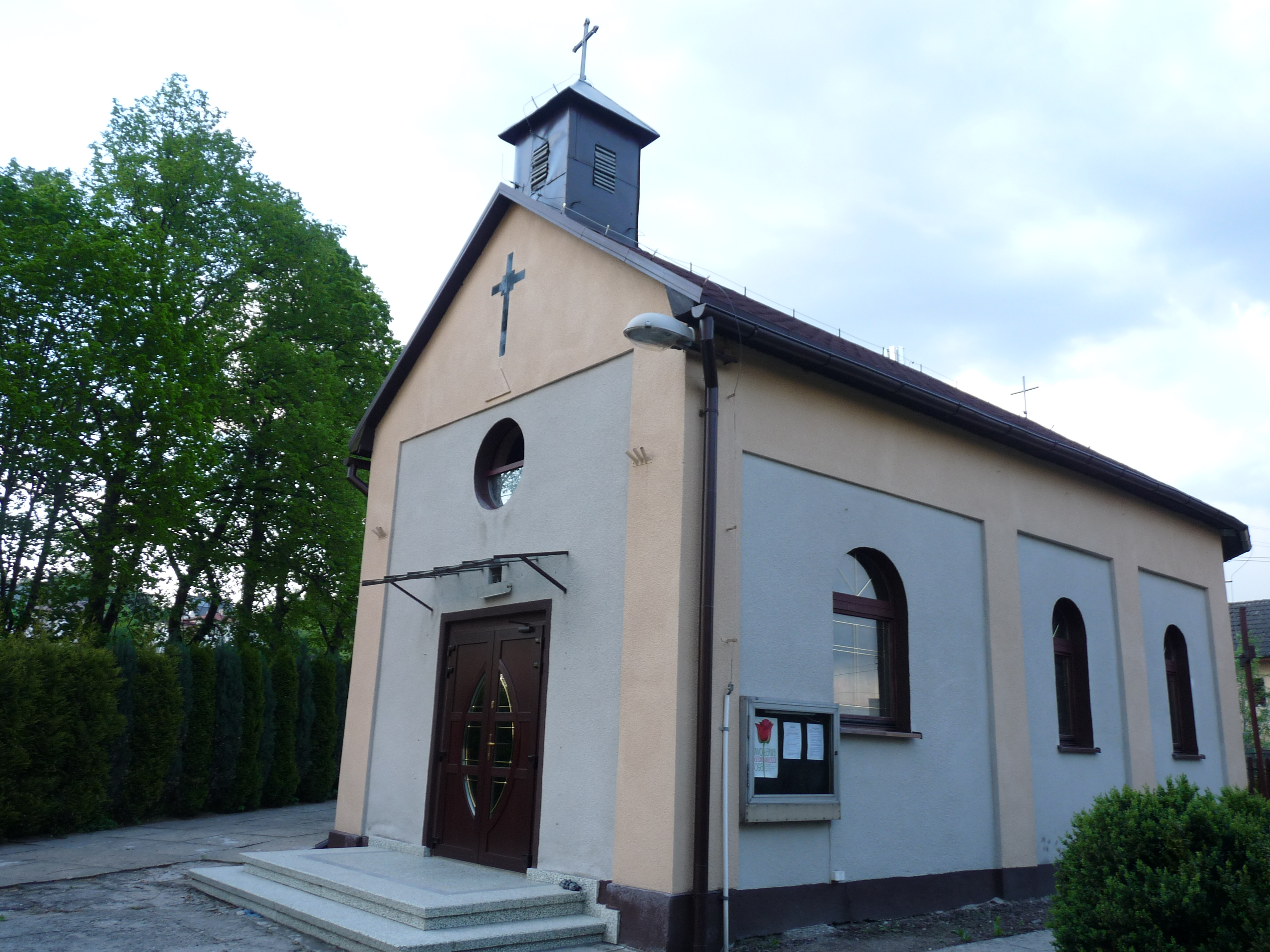
Widok ogólny przed remontem placu przykościelnego (2012)
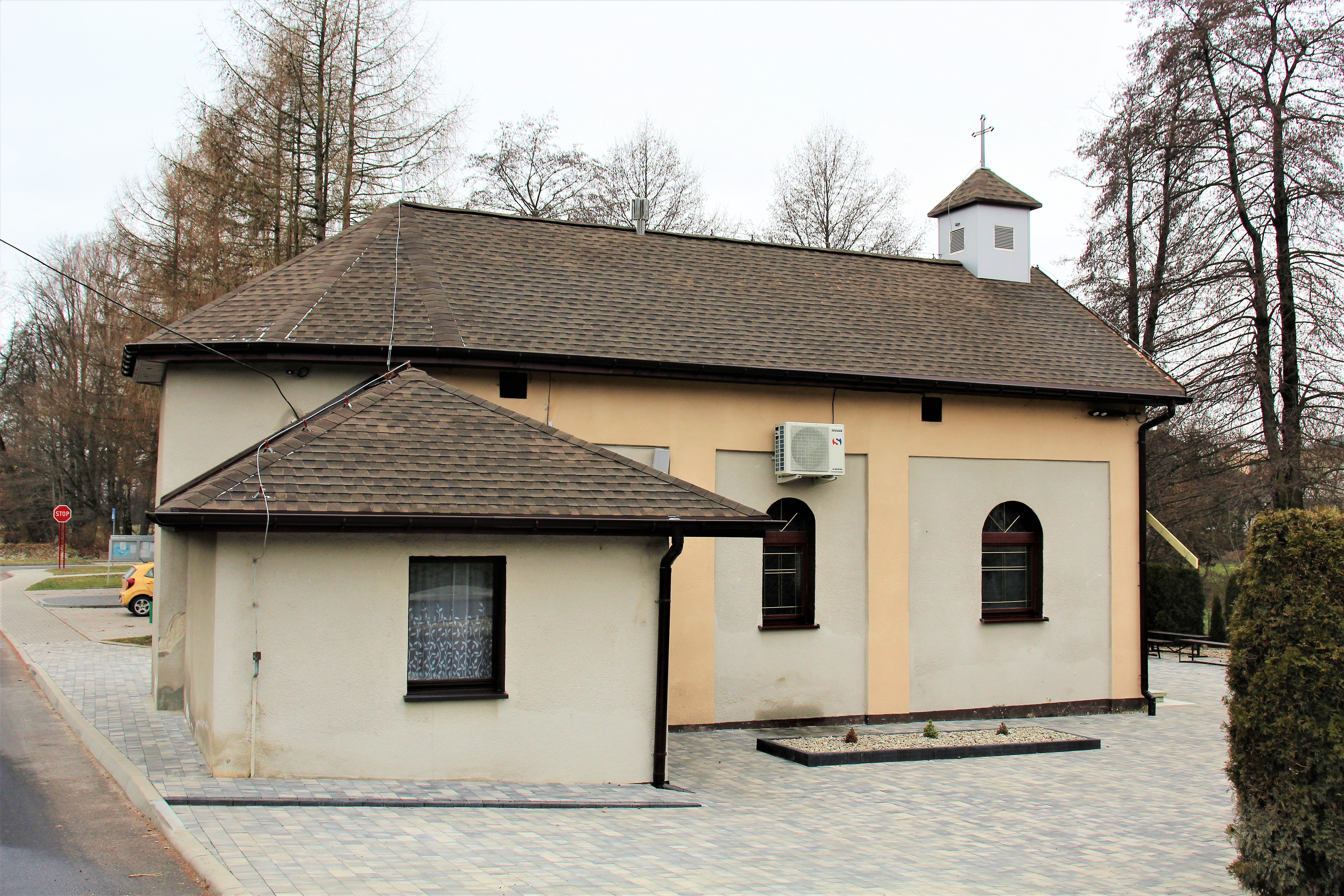
Widok od północy
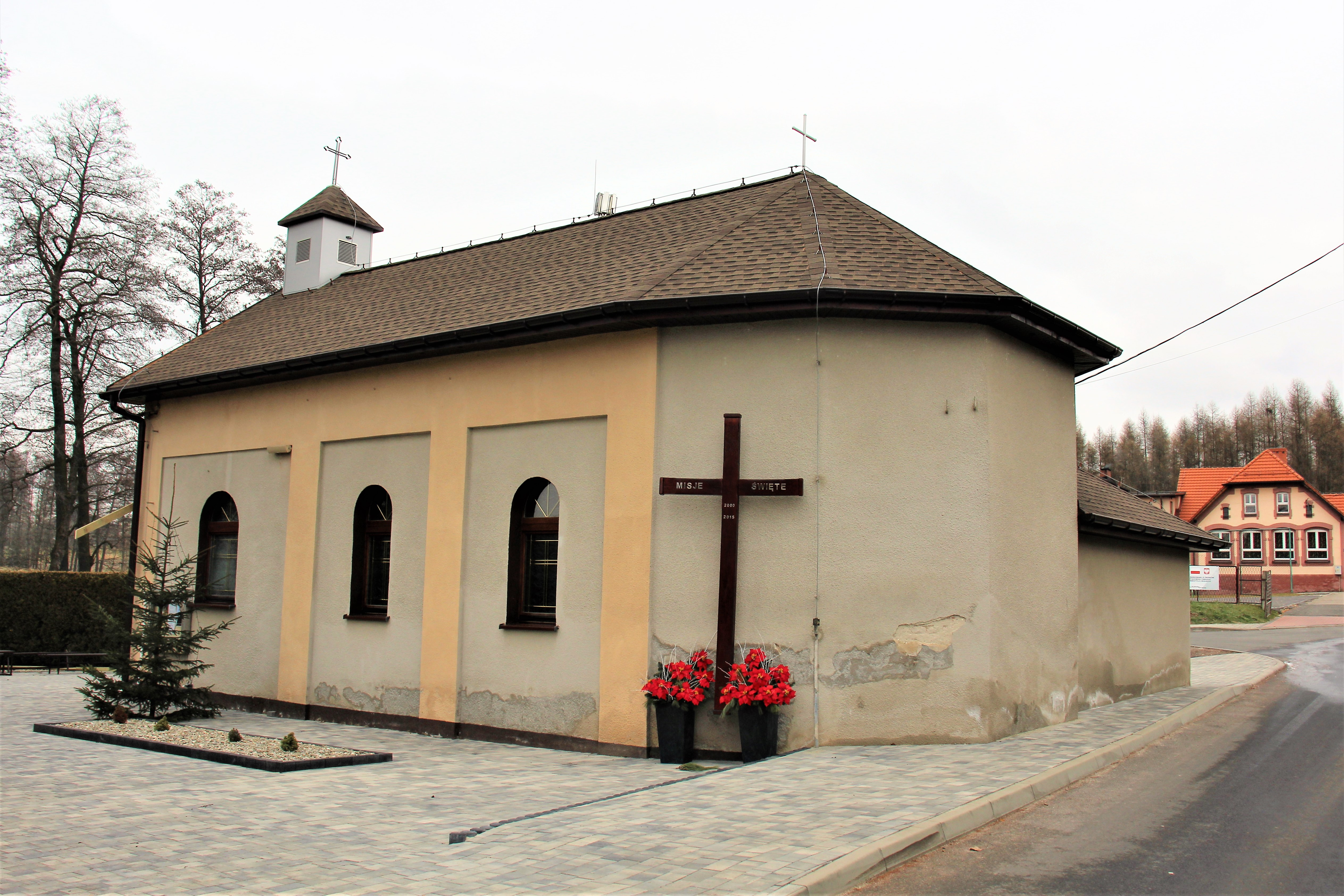
Widok od południa